# Kobranocka
Kobranocka – polski zespół rockowy powstały w roku 1985 w Toruniu. Zespół początkowo nazywał się Latający Pisuar. Niedługo po debiucie nagrania Kobranocki pojawiły się na antenie Rozgłośni Harcerskiej. W latach 1986–2005 zespół sześciokrotnie wystąpił na festiwalu w Jarocinie. Gra muzykę odwołującą się do punk rocka z mocno pacyfistycznymi tekstami. Cechą charakterystyczną tekstów Kobranocki (pisanych zwykle przez Andrzeja Michorzewskiego) jest ich abstrakcyjna metaforyka.

## Historia

### 1984–1985
W 1984 roku do oddziału zamkniętego szpitala psychiatrycznego w Toruniu trafił Andrzej „Kobra” Kraiński, który uciekał przed poborem do armii. Tam poznał Andrzeja Michorzewskiego, który zaprezentował Kobrze teksty (w tym „List z pola boju”). W wyniku tego powstał zespół Latający Pisuar w składzie: Andrzej Kraiński, Jacek „Szybki Kazik” Bryndal oraz Tomasz „Kieliszek” Kosma. W styczniu 1985 roku zespół nagrał w radiu studenckim Centrum antysystemowe piosenki, które miały zostać wysłane do Radia Wolna Europa. W tym czasie Latający Pisuar zagrał koncert na balu plastyka w klubie studenckim „Od Nowa” w Toruniu. Pod wpływem Andrzeja Michorzewskiego, zespół po dwóch koncertach zmienił nazwę na Kobranockę. Podczas poszukiwania nowej nazwy zespołu, padły także takie propozycje jak: Grupa Bydlę czy Formacja Rzuć Się Pod Pociąg.

### 1985–1987
Pierwszy koncert jako Kobranocka odbył się 31 sierpnia 1985 w warszawskiej Riwierze na festiwalu Poza Kontrolą. Po koncercie Grzegorz Brzozowicz zaproponował wspólną trasę po Polsce z niemieckim zespołem Die Toten Hosen. Podczas sesji koncertowej „Szybki Kazik” otrzymał od basisty Fendera Jazz Bassa. Po zakończeniu trasy, na miejsce „Kieliszka” trafił Sławomir „Kogut” Ciesielski, grający równolegle w Republice.
W styczniu 1986 roku Kobranocka nagrała 9 piosenek w Bydgoszczy. W tym samym miesiącu muzycy wystąpili na „I Zlocie Młodzieży Ery Atomowej” w Gdyni. Po pochlebnych opiniach, Kobranocka zadebiutowała w Rozgłośni Harcerskiej, gdzie po kilku tygodniach dwa utwory zdobyły szczyt listy przebojów rozgłośni.
W 1986 roku Kobranocka wystąpiła w Jarocinie, zdobywając największą liczbę głosów publiczności.
W 1987 roku nagrano debiutancki album Sztuka jest skarpetką kulawego, wydana przez studio Tonpress. Płyta ukazała się rok później. Później także ukazał się singel nagrany w grudniu 1986 roku. Sztuka jest skarpetką kulawego ukazała się początkowo w nakładzie 5 000 płyt winylowych. Cenzura wydała krytyczną opinię o 11 (spośród 14) utworach z albumu. Muzycy zdecydowali się na zmiany, choć podczas sesji nagraniowej zagrali utwory w wersji oryginalnej. Album przyniósł przebój „Ela czemu się nie wcielasz?”, który w całości grano w Rozgłośni Harcerskiej oraz we fragmentach w Programie Trzecim Polskiego Radia. Utwór „Ela czemu się nie wcielasz?” dostał od cenzury częściowy zakaz emisji w radiu, przez co Trójka zdecydowała się na emisję fragmentu piosenki.

### 1987–1991
W lipcu 1987 roku nowym perkusistą został Piotr Wysocki. Następnie saksofonistę Waldemara „Michu Zabór IV” Zaborowskiego zastąpił w składzie gitarzysta Jacek „Perkoz” Perkowski. W 1988 roku powstał utwór „Gorycz w chlebie”, w którym zaśpiewała gościnnie Kayah. W 1989 roku Kobranocka zarejestrowała materiał na drugi album. Album Kwiaty na żywopłocie ukazał się po dwóch latach. Do dzisiaj nie wiadomo, w jakim nakładzie sprzedał się album. Z albumu Kwiaty na żywopłocie pochodzi piosenka „Kocham cię jak Irlandię”.
Pod koniec lat 80. Kobranocka wystąpiła w Moskwie na festiwalu, będącym radzieckim odpowiednikiem targów płytowych w Midem. Muzycy wystąpili na poolimpijskim obiekcie na Łużnikach dla widzów, których zwożono autokarami, by zapełnili trybuny. Kobranocce nakazano grać z pełnego playbacku, zaś kontakt z widzami był niemożliwy z powodu wyłączonych mikrofonów. Zespół otrzymał za koncert mnóstwo rubli, za które można było kupić tylko złoto.
W grudniu 1990 roku na miejsce Perkoza (który wyemigrował do Stanów Zjednoczonych) trafił Adam „Burza” Burzyński. W 1991 roku studio Izabelin wydał album Ku nieboskłonom. Brak promocji, nieznany nakład oraz próba oszukania muzyków zakończyła się zakończeniem współpracy z wytwórnią.

### Od 1994
W 1994 roku ukazał się album Niech popłyną łzy. Na płycie pojawili się m.in.: Katarzyna Nosowska, Martyna Jakubowicz, Edyta Bartosiewicz. Zabrakło Szybkiego Kazika, który wówczas tworzył jako Atrakcyjny Kazimierz. Zespół zadedykował mu na albumie piosenkę „Przystojny Stefan”.
W 1999 roku ukazała się składanka Gold. W tym samym roku Kobranocka zagrała swój pierwszy koncert w Stanach Zjednoczonych.
W 2001 roku ukazał się album O miłości i wolności. W 2002 roku ukazał się album Koncert, na którym oprócz największych przebojów zespołu pojawiła się piosenka „Mówię ci, że...” zespołu Tilt.
W styczniu 2006 roku ukazał się album Sterowany jest ten świat, na którą trafiły m.in.: cover Tiltu z albumu Koncert „Wracajcie Ułani” (protest song; komentarz do sytuacji w Iraku) i „Droga Mario” (utwór o toruńskiej rozgłośni Radio Maryja).
W 2007 roku Kobranocka wystąpiła na Przystanku Woodstock. Materiał z koncertu został wydany w 2008 roku jako Kocham cię jak Irlandię. Przystanek Woodstock 2007 Kostrzyn nad Odrą.
W 2010 roku ukazał się album SPOX! promowany singlem „Intymne życie mrówek”. Do „Intymnego życia mrówek” powstał teledysk, w którym główną rolę zagrał Bartłomiej Topa. Wkrótce potem powstał teledysk „Niech żyje rewolucja” zrealizowany przez Yacha Paszkiewicza.
Z okazji 25-lecia zespołu odbył się koncert, na którym obok zespołu wystąpili: Sławomir Ciesielski, Waldemar Zaborowski, Jacek Perkowski, Dżej Dżej (Big Cyc), Marek Piekarczyk (TSA), Wojciech Wojda (Farben Lehre). Koncert poprowadził Paweł „Końjo” Konnak.
W 2012 roku zespół wystąpił w filmie Kocham cię jak Irlandię. Film ukazał się pod koniec 2013 roku, a muzycy zagrali samych siebie.
W 2015 roku odbył się koncert z okazji 30-lecia zespołu. Wraz z Kobranocką gościnnie zagrali: Big Cyc, Kayah, Muniek Staszczyk, John Porter, Tomasz Organek i Janusz Panasewicz.

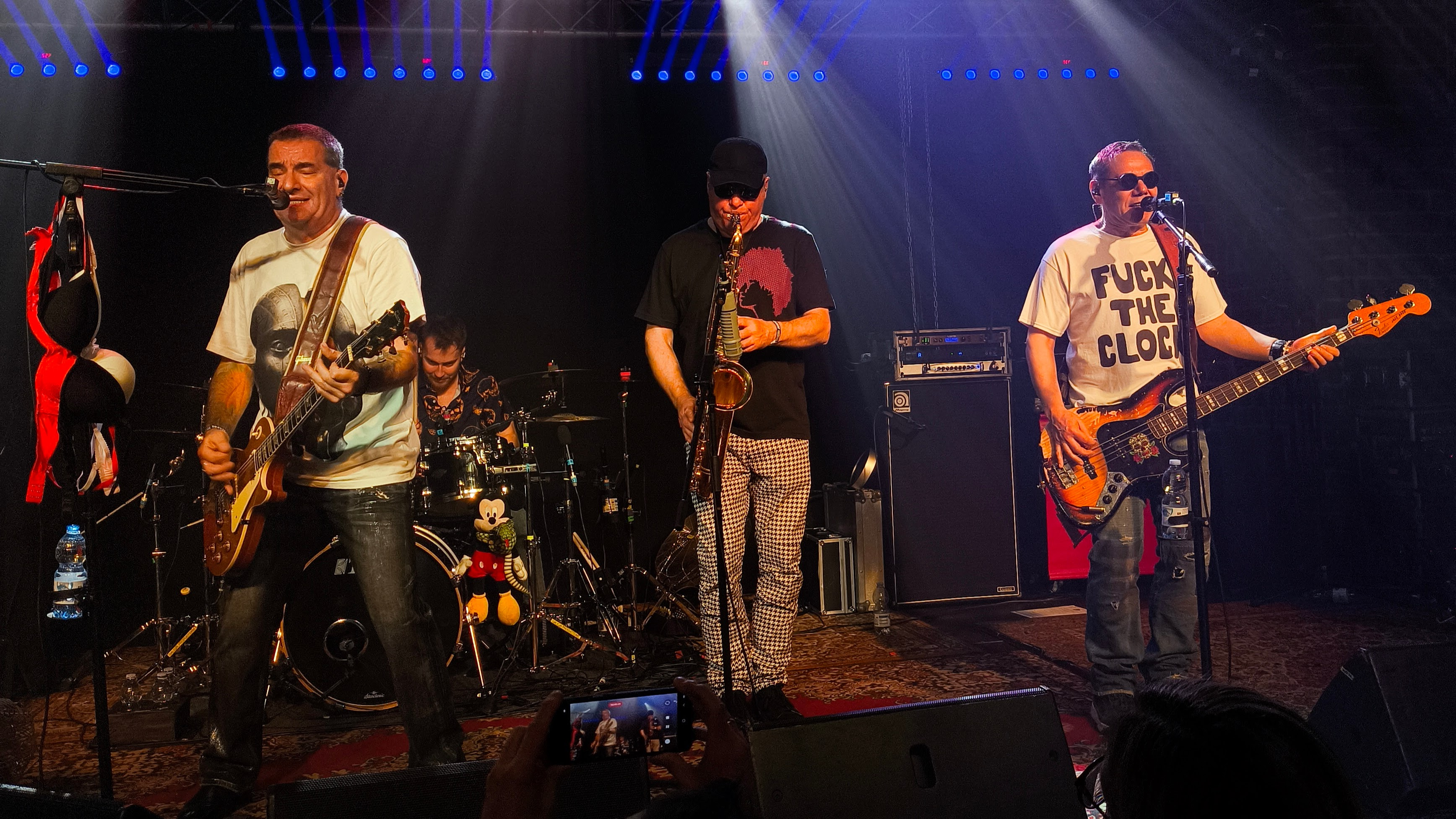
Kobranocka (2025)

W 2018 roku Kobranocka weszła do studia. W marcu został potwierdzony tytuł nowego albumu „My i oni”. Andrzej „Kobra” Kraiński powiedział, że powodem nagrania nowej płyty jest „nadmiar pomysłów w głowach, chęć ich zrealizowania, 8 lat minionych od płyty poprzedniej, no i przerażająca sytuacja w naszym pięknym kraju”. Utwór jest już grany na koncertach.
W 2025 roku Kobranocka razem z zespołami Closterkeller i Proletaryat wzięła udział w trasie koncertowej Winyle Tour 2. Program koncertów składał się w całości z pierwszej płyty oraz kilku bonusowych piosenek, z tej okazji w trasie wziął udział saksofonista Waldemar „Michu Zabór IV” Zaborowski.

## Skład
obecni członkowie
- Andrzej „Kobra” Kraiński – śpiew, gitara
- Jacek „Szybki Kazik” Bryndal – gitara basowa, śpiew
- Jacek Moczadło – gitara
- Mikołaj Toczko – perkusja (od 18 listopada 2023)

byli
- Mateusz Senderowski – perkusja (w składzie w latach 2020-2023)
- Tomasz „Kieliszek” Kosma – perkusja
- Sławomir „Kogut” Ciesielski – perkusja
- Waldemar „Michu Zabór IV” Zaborowski – saksofon, klarnet
- Jacek „Perkoz” Perkowski – gitara
- Adam „Burza” Burzyński – gitara
- Jacek „Loze” Niestryjewski - gitara (w składzie w latach 1999-2004)
- Piotr „Vysol” Wysocki – perkusja

## Dyskografia
Źródło:.
- 1987 Sztuka jest skarpetką kulawego
- 1990 Kwiaty na żywopłocie
- 1992 Ku nieboskłonom
- 1994 Niech popłyną łzy
- 2001 O miłości i wolności
- 2002 Koncert
- 2006 Sterowany jest ten świat
- 2008 Kocham cię jak Irlandię. Przystanek Woodstock 2007 Kostrzyn nad Odrą (koncert na płycie DVD)
- 2010 SPOX!
- 2019 My i oni
- 2022 Nie bądźmy obojętni

### Kompilacje
- 1999 Gold
- 2004 The Best – Póki to nie zabronione
- 2007 Gwiazdy polskiej muzyki lat 80.